# Vladislav
Vladislav je bio knez Primorske Hrvatske.

## Životopis
Nakon smrti kneza Borne naslijedio ga je njegov sinovac Vladislav. On je došao pod vlast kralja Italije, kada je markgrofija furlanska ukinuta 828. godine. Car Ljudevit potvrdio je njegov izbor na saboru u Aachenu 821. godine. To je jedini pisani spomen na njega.
Prema nekim izvorima Vladislav je vladao do oko 835. te ga je naslijedio knez Mislav. ipak, Fuldski ljetopisi navodi kako je Ljudevit 823. pobjegao knezu Ljudemislu in Dalmatas (među Dalmatima). Po tome je Ljudemisl vladao Dalmacijom te neki zaključuju da je Vladislav vladao samo do 823. godine.

### Knjige
- Mužić, Ivan. 2011. Hrvatska povijest devetoga stoljeća. 3 izdanje. Muzej hrvatskih arheoloških spomenika. Split.
- Horvat, Rudolf. 1924. Povijest Hrvatske I. Od najstarijeg doba do g. 1657. Tiskara "Merkur". Zagreb.
- Knezović, Oton. 1937. Hrvatska povijest od najstarijeg doba do godine 1918. Jeronimska knjižnica. Zagreb.

### Članci
- Posavec, Vladimir. 1996. Krstionica kneza Višeslava i njegovo mjesto u kronologiji hrvatskih vladara. Historijski zbornik. Društvo za hrvatsku povjesnicu. Zagreb.  (49): 17–32

| Vladarske titule | Vladarske titule                                | Vladarske titule                |
| ---------------- | ----------------------------------------------- | ------------------------------- |
| prethodnik Borna | knezovi Primorske Hrvatske 821. – 823. ili 835. | nasljednik Ljudemisl ili Mislav |